# Кудон
Кудо́н (фр. Coudons) — коммуна во Франции, находится в регионе Лангедок — Руссильон. Департамент коммуны — Од. Входит в состав кантона Кийан. Округ коммуны — Лиму.
Код INSEE коммуны — 11101.

## Население
Население коммуны на 2008 год составляло 51 человек.
| 1962 | 1968 | 1975 | 1982 | 1990 | 1999 | 2008 |
| ---- | ---- | ---- | ---- | ---- | ---- | ---- |
| 59   | 83   | 84   | 81   | 79   | 62   | 51   |

## Экономика
В 2007 году среди 27 человек в трудоспособном возрасте (15—64 лет) 14 были экономически активными, 13 — неактивными (показатель активности — 51,9 %, в 1999 году было 60,6 %). Из 14 активных работали 11 человек (7 мужчин и 4 женщины), безработных было 3 (1 мужчина и 2 женщины). Среди 13 неактивных 2 человека были учениками или студентами, 6 — пенсионерами, 5 были неактивными по другим причинам.